# ヨシプ・ポサヴェツ
ヨシプ・ポサヴェツ（Josip Posavec、1996年3月10日 - ）は、クロアチア・ヴァラジュディン出身のサッカー選手。デンマーク・スーペルリーガ・オールボーBK所属。ポジションはGK。

## クラブ経歴
2010年にNKインテル・ザプレシッチの下部組織に入団し、2013年にトップチームデビュー。
2015年8月31日、セリエAのUSチッタ・ディ・パレルモがポサヴェツの獲得を発表した。チームへの合流は2015-16シーズン終了時の予定であったが、2016年1月26日に予定が前倒しされた。2016年2月28日、ボローニャFCとの試合で先発出場し、移籍後初出場を飾った。自身は無失点に抑えたが、チームはスコアレスドローという結果に終わった。2016-17シーズンはリーグ戦通算29試合に出場した。
2018年7月7日、ハイドゥク・スプリトに1年間レンタルされ、リーグ戦では29試合に出場し、失点28に抑えた。この活躍がクラブ首脳陣に大きく評価され、翌年7月8日に完全移籍が決まった。

## 代表経歴
2019年6月、UEFA U-21欧州選手権2019に臨むクロアチア代表に選出された。しかし、大会ではグループステージで2連敗し、大会敗退が決まった。